# ميكولا موروزيوك
ميكولا ميكولايوفيتش موروزيوك (بالأوكرانية: Микола Миколайович Морозюк)، مواليد 17 يناير 1988 في شيرفونوهراد، لفيف أوبلاست، الاتحاد السوفيتي لاعب كرة القدم أوكرانيون في مركز الوسط دينامو كييف في الدوري الأوكراني الممتاز.

## روابط خارجية
- ميكولا موروزيوك على موقع الاتحاد الدولي (مؤرشف)  (الإنجليزية)
- ميكولا موروزيوك على موقع الاتحاد الأوربي (الإنجليزية)
- ميكولا موروزيوك على موقع اتحاد تركيا (لاعب) (الإنجليزية)
- ميكولا موروزيوك على موقع اتحاد أوكرانيا (الإنجليزية)
- ميكولا موروزيوك على موقع قاعدة بيانات كرة القدم.إي يو (الإنجليزية)
- ميكولا موروزيوك على موقع ناشيونال فوتبول تيمز (الإنجليزية)
- ميكولا موروزيوك على موقع Soccerbase.com (لاعب) (الإنجليزية)
- ميكولا موروزيوك على موقع Soccerway.com (الإنجليزية)
- ميكولا موروزيوك على موقع عالم كرة القدم.نت (الإنجليزية)
- ميكولا موروزيوك على موقع AS.com (الإسبانية)